# The Case of the Velvet Claws
The Case of the Velvet Claws ist ein US-amerikanischer Kriminalfilm des Regisseurs William Clemens aus dem Jahr 1936 mit Warren William in der Hauptrolle. Der Film basiert auf dem 1933 erschienenen, im Original gleichnamigen ersten Roman Der Engel mit Krallen von Erle Stanley Gardner um den Strafverteidiger Perry Mason. Der Film ist der vierte von sechs Perry-Mason-Filmen von Warner Bros. und der letzte mit William in der Rolle des Strafverteidigers.

## Handlung
Mason heiratet seine langjährige Sekretärin Della Street. Der Aufbruch in die Flitterwochen wird von einer gewissen Eva Stuart vereitelt, die Mason mit vorgehaltener Waffe zwingt, für sie zu arbeiten. Er soll verhindern, dass das Boulevardblatt Spicy Bits ihre Affäre mit dem verheirateten Politiker Peter Milnor publik macht.
Über Umwege erfährt Mason, dass der anonyme Besitzer von Spicy Bits der Wirtschaftsmagnat George Belter ist. In Belters Villa wird er von Butler Digley rausgeschmissen. Als er den Hintereingang nimmt, begegnet er Belters Neffen Carl Griffin, der ihm den Weg zu seinem Onkel zeigt. Mason droht Belter, sein Geheimnis, dass er der Besitzer des unseriösen Wochenmagazins ist, öffentlich zu machen, wenn er nicht die Skandalgeschichte zurückzieht. Eintritt Eva „Stuart“, die sich als Eva Belter, die Frau des Wirtschaftsmagnaten, herausstellt.
Nachdem Mason weg ist, bekräftigt Belter seiner Frau gegenüber seinen Entschluss, ihre Affäre öffentlich zu machen und die Scheidung zu einzuleiten. Als sie droht, ihn zu erschießen sagt er ihr, dass er sie ohnehin bereits enterbt hat. Die Hausangestellte Frau Veite und ihre Tochter Norma hören einen Schuss. Eva Belter ruft Mason zurück in ihre Villa, wo er am Tatort zwei Patronenhülsen findet. Eva Belter behauptet jedoch, nur einen einzigen Schuss „gehört“ zu haben. Sie verschweigt, selbst geschossen zu haben und wirft außerdem Mason vor, er wäre der Mörder.
Mason ist gezwungen, sich vor der Polizei im Ripley Hotel zu verbergen. Sein Assistent Spudsy Drake übernimmt einen Teil der Ermittlungen, wofür es ihm offenbar ratsam erscheint, Damenkleider anzulegen. Ein weiteres Problem für Mason stellt der Herausgeber von Spicy Bits Frank Locke dar. Er will statt der Affäre zwischen Eva Belter und Peter Milnor jetzt den Skandal um Mason unter Mordverdacht groß herausbringen. Mason gelingt es, Locke zu erpressen, der daraufhin die Story zurückzieht. Erpressung ist auch das Mittel der Wahl, mit dem Mason Eva Belter zwingt, ein Mordgeständnis zu unterzeichnen. Er liefert sie der Polizei aus, was den Verdacht von ihm selbst nimmt und ihm wieder Bewegungsfreiheit verschaffen soll. Damit kann er sich um die Verteidigung seiner Klientin Belter kümmern, an deren Schuld er nicht glaubt.
Masons Assistent Spudsy gelingt es, ein konspiratives Treffen in Chinatown ausfindig zu machen: Mason und er platzen in eine Verhandlung zwischen Belters Hausangestellter Frau Veite, ihrer Tochter Norma und Belters Neffen Carl Griffin. Mason weiß nun die Lösung des Falles. Er stellt Frau Veite eine lange Haftstrafe in Aussicht. Wieder wird Mason von Butler Digley überwältigt. Frau Veite, bereit Mason zu erschießen, wird rechtzeitig von der eintreffenden Polizei daran gehindert.
Mason klärt in Anwesenheit von Polizei und Bezirksstaatsanwalt vor allen Beteiligten den Fall auf: Eva Belters Schuss verfehlte ihren Ehemann, was ihr jedoch nicht auffiel, da sie fluchtartig den Raum verließ. Durch den Schuss aufmerksam gemacht, erkundigte sich Carl Griffin bei seinem Onkel, was vorgefallen war. Dieser lachte über seine Frau, die glaubte, ihn erschossen zu haben. Sie sei von ihm enterbt worden und er, Griffin, sei nun sein Erbe. Griffin entschied spontan, einer schnellen Erbfolge nachzuhelfen, hob Eva Belters Revolver auf und erschoss seinen Onkel. Das wurde von Frau Veite beobachtet, die ihn daraufhin erpresste.
Nachdem Mason den Fall geklärt hat, muss er zum Gericht eilen, wo seine enttäuschte Frau Della bereits die Ehe annullieren will. Er verspricht ihr diesmal wirklich, keine neuen Fälle mehr anzunehmen. Die beiden fahren in die lang ersehnten Flitterwochen, werden jedoch schon von einem neuen Klienten verfolgt.

## Hintergrund
Abweichend von den 82 Romanen um Perry Mason heiraten in dieser Verfilmung Mason und seine Sekretärin Della Street. Auch die sonst typische Auflösung des Falles im Gerichtssaal gibt es hier nicht. Kurze Szenen im Gericht betreffen ausschließlich die Trauung und Dellas Versuch am Ende des Filmes, diese Bindung wieder zu lösen. Dabei sitzt dem Gerichtssaal „die erste weibliche Richterin im Film“ vor, wie The New York Times in einer zeitgenössischen Filmbesprechung schrieb.

## Veröffentlichung
The Case of the Velvet Claws wurde am 15. August 1936 in den US-amerikanischen Kinos uraufgeführt. Der Film wurde von First National produziert und von Warner Bros. Pictures vertrieben.
Zur Bewerbung des Films wurde ein Presseheft herausgebracht, das – wie damals üblich – vorformulierte Artikel, Anzeigen, Ideen für Preisausschreiben und Publicity-Stunts, Gestaltungsideen für das Kinofoyer und Diverses aus dem Privatleben der Schauspieler enthielt. Für den neuen Perry-Mason-Film wurde Kinobetreibern zum Beispiel empfohlen, für Besucher einen Lügendetektor im Foyer aufzustellen, weil der im Film eine Rolle spiele. „Sie werden wahrscheinlich herumalbern und die Ehefrauen werden ihre Männer fragen, wo sie in der Nacht zuvor waren. Es wird sicher lustig werden.“
Als einen von vielen möglichen Artikeln für Zeitungen, in denen der Film beiläufig erwähnt werden könnte, schlug das Presseheft unter dem Aufmacher „Winifred Shaw hat das schwärzeste Haar“ vor: „Winifred Shaw, die Schauspielerin von Warner Bros. in The Case of the Velvet Claws, einem Mystery-Drama, das derzeit im ...-Theater gezeigt wird, hat nach Aussage von Pere Westmore, dem Leiter der Make-up-Abteilung des Studios, das schwärzeste Haar, das er je gesehen hat. Ihr Haar ist drei Nuancen dunkler als das von Kay Francis.“

## Rezeption
Die New York Times berichtete anlässlich der Vorführungen im Rialto Theatre Ecke 42nd Street / Seventh Avenue in Manhattan über The Case of the Velvet Claws und beschrieb die Filmhandlung als „eine düstere Mischung aus Bosheit und Mord“.
Im Blog Talking Classics hieß es, Mason würde „aufgepeppt und fast schon albern der ansonsten obskuren Geschichte etwas Komik verleihen.“ Auch schien diese Verfilmung „nicht einmal den Versuch zu unternehmen, dem Originaltext zu ähneln. Sie ist eher eine Widerspiegelung einer Zeit, da das Studio immer noch versuchte, den Erfolg der The Thin Man-Reihe zu kopieren.“
Hans J. Wollstein fand, The Case of the Velvet Claws könne nicht mit den drei vorangegangenen Perry-Mason-Filmen mithalten. Die Nebenrollen seien „unterdurchschnittlich.“
Bezogen auf alle sechs Mason-Verfilmungen der 1930er Jahre heißt es in The Great Depression in America: A Cultural Encyclopedia: „Diese Low-Budget-Filme waren zwar keine Spitzenfilme, zogen aber dennoch ein Publikum an, das mit Gardner und seiner fiktiven Figur bereits vertraut war.“